# Steve Wooddin
Stephen Wooddin (1955. január 6. – ) új-zélandi válogatott labdarúgó. 

## Pályafutása

### Klubcsapatban
Angliában született. Pályafutását 1972-ben a Cammell Laird csapatában kezdte. 1975-ben Tranmere Rovers együttesében három mérkőzésen szerepelt. 1975 és 1976 között a New Brighton, 1976 és 1977 között a Winsford United játékosa volt. 1977-ben Új-Zélandra költözött, ahol a Dunedin City csapatában játszott három évig. 1981-től 1983-ig az ausztrál South Melbourne együttesét erősítette. 1984 és 1985 között a Christchurch United tagja volt. 1987 és 1989 között a Christchurch Technical csapatában játszott.	

### A válogatottban
1980 és 1984 között 24 alkalommal szerepelt az új-zélandi válogatottban és 11 gólt szerzett. 1980. augusztus 20-án mutatkozott be egy Mexikó elleni 4–0-ás győzelem alkalmával, melyen ő szerezte csapata negyedik gólját. Az 1982-es világbajnokság selejtezőiben nyolc góllal kulcsszerepet vállalt abban, hogy Új-Zéland kijutott története első világbajnokságára. A spanyolországi világbajnokságon Skócia ellen mutatkoztak be, ahol 5–2-es vereséget szenvedtek, de a második új-zélandi gól az Wooddin nevéhez fűződött. A Szovjetunió és a Brazília elleni csoportmérkőzésen is kezdőként lépett pályára.